# Long Island City
Long Island City, in acronimo LIC, è un quartiere del Queens, uno dei cinque borough della città di New York. 

## Descrizione
Il quartiere è noto soprattutto per la sua continua e rapida crescita di popolazione dovuta a fenomeni di gentrificazione, per i parchi sul lungofiume e per essere la sede di una vivace comunità artistica. Long Island City ha infatti la più alta concentrazione di gallerie d'arte, istituti d'arte e ateliers di qualsiasi altro quartiere di New York.
I confini di Long Island City sono a nord il quartiere di Astoria, a ovest l'East River, a est Hazen Street, 49th Street, e il New Calvary Cemetery e a ovest il Newtown Creek, che separa il Queens da Brooklyn. L'area a nord del ponte di Queensboro e di Queens Plaza fa parte del Queens Community Board 1, il resto del quartiere fa invece parte del Community Board 2.

## Demografia
Secondo i dati del censimento del 2010 la popolazione di Long Island City era di 20 030 abitanti, in diminuzione del 5,1% rispetto ai 21 104 del 2000. La composizione etnica del quartiere era: 25,9% (5 183) afroamericani, 15,5% (3 096) asioamericani, 14,7% (2 946) bianchi americani, 0,3% (62) nativi americani, 0,0% (6) nativi delle isole del Pacifico, 1,2% (248) altre etnie e 1,9% (385) multietinici. Gli ispanici e latinos di qualsiasi etnia erano il 40,5% (8 104).

## Trasporti
Il quartiere è servito dalla metropolitana di New York attraverso diverse stazioni:
- Queens Plaza e Court Square-23rd Street della linea IND Queens Boulevard, dove fermano i treni delle linee E, M e R;
- Court Square-23rd Street e 21st Street della linea IND Crosstown, dove fermano i treni della linea G;
- 21st Street-Queensbridge della linea 63rd Street, dove fermano i treni della linea F;
- 39th Avenue e Queensboro Plaza della linea BMT Astoria, dove fermano i treni delle linee N e W;
- Court Square, Queensboro Plaza, Hunters Point Avenue e Vernon Boulevard-Jackson Avenue della linea IRT Flushing, dove fermano i treni della linea 7.

Le stazioni ferroviarie di Long Island City e Hunterspoint Avenue sono servite dai treni suburbani della Long Island Rail Road.